# Luis Riart
Luis Alberto Riart Vera y Aragón (Villa Florida, 21 luglio 1880 – Asunción, 1º ottobre 1953) è stato un politico liberale paraguaiano.

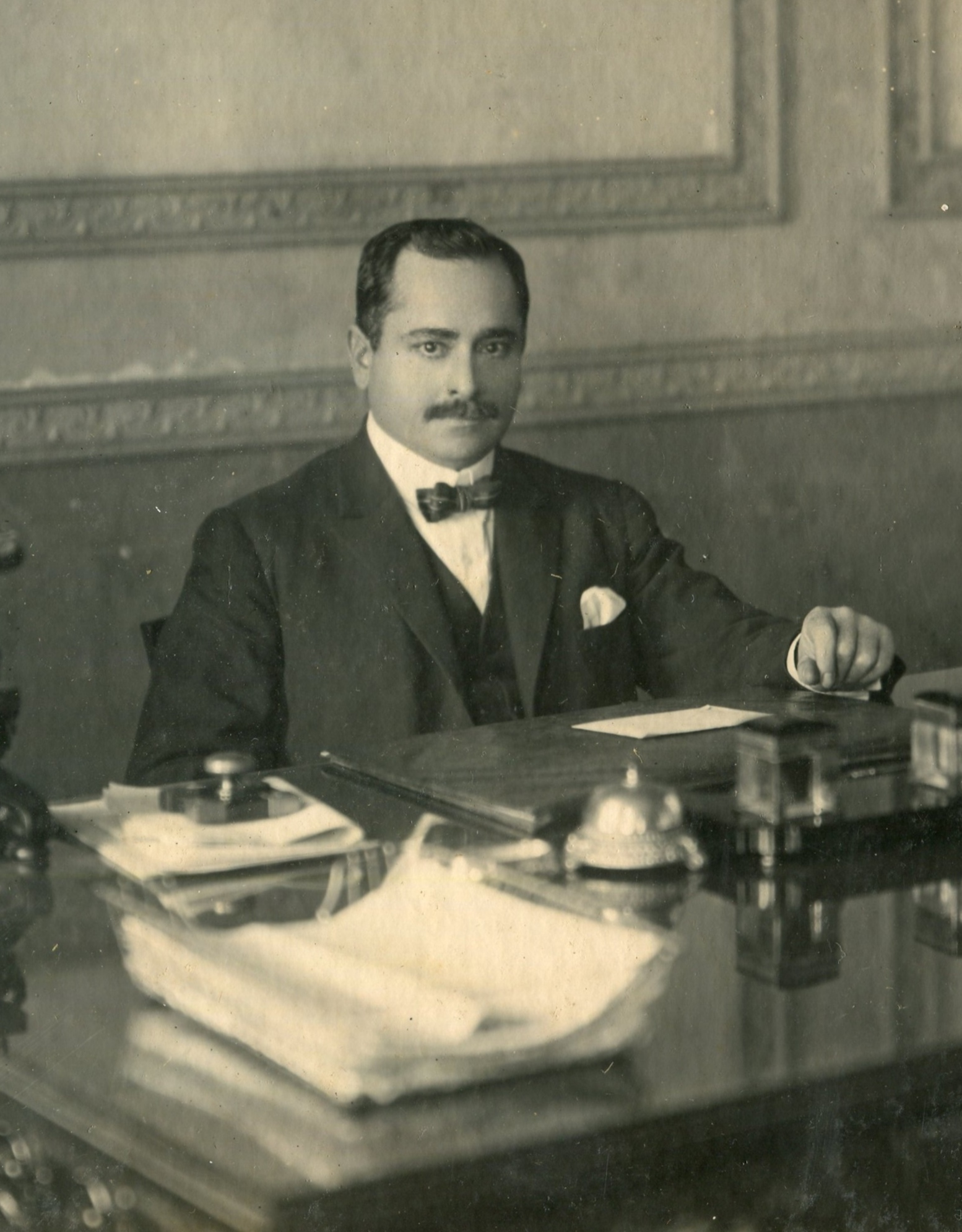
Luis Riart.

Fu provvisoriamente presidente del Paraguay dal 12 aprile al 15 agosto 1924.
Laureato in Giurisprudenza e Scienze Sociali, Riart presiedette l'Instituto Paraguayo (1906-1913). Ministro dell'Interno con Manuel Franco (1916-1924) e delle Finanze con Eligio Ayala (1924), sostituì quest'ultimo dal 17 marzo fino alla fine della legislatura per permettergli di candidarsi alle presidenziali.
Fu ancora ministro ad interim di Guerra e Marina (1931-1932), direttore dell'Economia (1932) e ministro degli Affari Esteri (1935-1936). Il 21 luglio 1938 sottoscrisse il trattato di pace, amicizia e confini con la Bolivia, che poneva fine alla guerra del Chaco (1932-1938). Fu ancora vicepresidente della Repubblica col generale José Estigarribia (1939-1940).